# Глукометрија
Глукометрија је медицинска метода за одређивање гликемије односно концентрације глукозе у плазми, уз помоћ глукометра и других лабораторијских тестова. Она је данас постала неизоставни део праћења и лечења оболелих од шећерне болести. Захваљујући примени једноставних, врло практичних и јефтиних глукометара, употребљивих чак и за старије особе, особе са оштећеним видом, слухом и/или когницијом, метода је постала доступна великом броју оболелих од шећерне болести. Здравствени радници саветују пацијентима са шећерном болешћу одговарајући режим глукометрије у односу на њихово здравствено стање. Већини људи, са шећерном болешћу тип 2, глукометрија се саветује најмање једном дневно. Док се дијабетичарима који користе инсулин (сви облици шећерне болести типа 1 и неке врсте типа 2с) саветују се чешће тестирање нивоа шећера у крви (3 до 10 пута дневно), како би се на адекватан начин проценила ефикасност претходне дозе инсулина и утврдимо број јединица следеће дозе инсулина.
Ваља нагласити да одређивање глукозе помоћу глукометара није референта метода за дијагнозу шећерне блести, већ су то одговарајући лабораторијски анализатори, за одређивање глукозе у крви у амбулантим условима. Анализатори у лабораторијама имају строго дефинисане стандарде за већину параметара потребних за добијање тачних резултата, и код њих су дозвољена одступања врло мала. Мада се често саветује пацијентима да мере глукозу увек у истој лабораторији.

## Историја
Шећерна болест је хронични, системски поремећај метаболизма, који се карактерише хипергликемијом, то јест трајно повишеним нивоом глукозе у крви. Међутим, и поред карактеристичне симптоматологије, забележене још пре 3.500 година у древним египатским медицинским списима, тек су развој и примена хемијских поступака (лабораторијског) одређивања глукозе у урину и крви, од средине 19. века до данас, омогућили поуздану дијагнозу и праћење овог обољења.
Шећерна болест, као и чињеница да се високих ниво шећера у крви може манифестовати његовим излучивањем преко бубрега, позната је од давнина. Ту појаву међу првима уочили су стари Индијци и Кинези који су приметили да мраве привлачи шећер из пацијентовог урин. У „Сушрута Самхита“ наилазимо на концепт „Мадху-мех“ или „Слатка мокраћа“ (један од 20 могућих варијетета). Овај налаз је веома значајан и представља први познати помен о природи мокраће дијабетичара.
| „ | Необично је да су пре 2.400 година индијски лекари описали појединости дијабетеса који се у данашњој медицини користе као савремени дијагностички критеријуми. Иако је њихова дијагностичка опрема била оскудна, њихова сналажљивост им је омогућила да смисле метод за проверу повишеног нивоа глукозе у мокраћи. Наложили би болеснику да мокри близу мравињака па ако би мравља колонија почела да се окупља у близини узорка урина, то би значило позитиван налаз. Употреба мрава помогла им је да брзо и прецизно дијагностикују особу са дијабетесом. | ” |

Теофил Протоспатарије (630) први је применио загревање урина као дијагностички тест. Арапски лекар, Авицена (980–1037) (који је дао први научни опис дијабетичне гангрене) уочио је сладак остатак (још увек непознатог порекла) након стајања урина на собној температури. Парацелзус
(1493–1541) забележио је да се после испаравања загрејане мокраће дијабетичара може наћи и до 4 унце „кристала-соли“ али не открива природу тих
кристала. Сматра да је узрок болести „сувишна топлота у бубрезима“. Као и Авицена, и он је препоручио органолептичко тестирање урина дијабетичара.
Тестирање урина на глукозу, као дијагностичка метода за дијабетес примењује се тек нешто више од једног века (пре модерних хемијским техника, одређивања шећера у узорак урина који сматрају валидним тестом). Међутим могућност да сами пацијенти тестирају њихов урин, као средство праћења глукозе у крви, новијег је датума.
- Карл Тромер (1806–1879), 1841. године открио је прву дијагностичку методу (квалитативни тест) за откривање присуства шећера у урину. Раствор тршчаног шећера (сахароза) и (мање количине) бакар–сулфата у присуству (вишка) калијум-хидроксида (или натријум-хидроксида) задржава плаву боју после загревања. Додатком урина (у којем је присутна глукоза) у алкалној средини долази до редукције бакра из бакар–сулфата (CuSO4) у бакарни купро–оксид (Cu2O) који се издваја као талог мркоцрвене боје. Лактоза и други моносахариди такође дају исту реакцију.
- Херман фон Фелинг 1849. године први је применио квантитативни тест (заснован на Тромеровој методи), којим се одређивао шећер уз помоћ Фелинговим реагенсом А или плавог воденог растворг бакар-сулфата, док је Фелингов реагенс Б безбојни водени раствор калијум натријум тартарата (Рочелова со) и јаке базе (натријум хидроксида). Спајањем ова два раствора настаје тартаратни комплекс бакар-јона, који има улогу да спречи таложење бакар-хидроксида. Фелингов реагенс оксидује у води растворне алдехиде. Глукоза на тај начин прелази у глуконску киселину) при чему се издваја црвен талог бакар-оксида, Cu2O.[5]

R-CHO + 2Cu2+ 4OH → R-COOH + Cu2O + 2H2O
- Стенли Роситер Бенедикт 1908. године открио је нови, осетљивији тест за мерење шећера у мокраћи (модификујући Фелингов тест).
- Ивар Кристијан Банг 1913. године почео је своје пионирске радове на методи за одређивања глукозе у крви.
- Већ 1925. године користе се први тестови за кућно одређивање шећера у мокраћи.
- Године 1941, Ames Division из Мајлс лабораторије, у Елкхарту, Индијана, првије је увео у медицинску праксу примену „Бенедиктовог реагенса”, заснованог на стандардном тесту за одређивање шећера у мокраћи уз помоћ таблета бакарног сулфата. Тест се изводио тако што се на Clinitest таблету стваљало неколико капи урина. У зависности од нивоа шећера у урину јављала се промена боје таблете, од светлоплаве до наранџасте. Потом се добијена боја упоређивала у односу на низ штампаних боја на инструкционом листу, како би се приближно, проценио ниво глукозе у урину.

Тестирање глукозе у урину, имало је веома озбиљан проблем. Када се код особа развија дијабетеса, ниво глукозе у урину је разуман показатељ претераног ниво глукозе у крви. Међутим, код ооба са нормалан и ниским нивоом глукозе у крви прегледом урина, никада није могуће проценити нивое шећера у крви помоћу урина. Такође како болест временом напредује, метода постаје много мање поуздана, због високог нивоа шећера у крви. Чак и у раној фази мерења, она никад није тачна мера, иако су вишеструко побољшани уређаји за тестирање уређаја ("мерне траке") током година. Тако да тест за одређивање ђежера у мокраћи никада није био више него "полу-квантитативна" тест метода.
Да бисте добили тачне вредности, неопходно је да се мерење количина глукозе у самој крви, а то је дуго рађено у ординацијама лекара и
лабораторијама. Међутим, за људе са дијабетесом како би одржавали пожељан ниво глукозе, био је потреба једноставнији, прецизан тест који би могли пацијенти да примењује и код својих кућа.
Године 1964, након развоја много тестове за одређивање глукосзе у урину, Ернест Адамс из Амеса развио је практичну тест трака за мерење глукозе у крви под називом Декстростик (на основу назива декстроза, другог имена за глукозу). Уместо коришћења хемијске реакције за мерење глукозе, Декстростик користио је биохемијску реакције са ензимом под називом глукооксидаза, која реагује са глукозом и даје водоник пероксид. Водоника пероксид мења боју у присуству орто-толидина и у зависности од интензитета боја на тест траци након излагања капњици крви одређује се и до данас ниву глукозе у крви. Испрва, количина боје је једноставно упоређивана у односу на табелу боја штампану на етикети, и тако је одређивана концентрацију глукозе према боји упоређењем. Поступак није тривијална, и пружао могућност пацијенту да га лако савлада и примени у кућним условима.
Током 20. века, дошло је и до развоја разноврсних метода квантитативног одређивања глукозе у крви:
- Редукционе методе (Засноване на редукционим особинама ендиолног облика глукозе): Хагедорн-Јенсен, Кац и сарадници (колориметријска модификација Хагедорн-Јенсенове методе), Фолин-Ву, Сомођи-Нелсон, Гмајнер...
- Хемијске методе (Засноване на реакцији алдоза са фенолима или ароматичним аминима): Хултман (модификација Хиваринен-Никила)...
- Ензимске методе (Засниване на одређивању глукозе са хексокиназом, глукозо-оксидазом или глукозо-дехидрогеназом).[6][7]

Први глукометар појавили су се у продји 1971. године. Од првобитног тестирања слатког укуса урина до савремених биохемијских анализа глукометром, кроз векове расла су сазнања о дијабетесу а дијагностичке методе постајале све софистицираније. У будућности се очекују још специфичнији тестови за дијагнозу различитих варијетета дијабетеса од којих ће неки припадати подручју генетичког скрининга или фармакогенетике.

## Значај
Значај глукометрије огледа се у следећем:
- Праћење ниво шећера у крви, који открива поједине моделе промена нивоа глукозе у крви, и помаже у планирању оброка, активности, и указује на то у које доба дана треба узимати лекове.[8]
- Брзи одговор на висок ниво шећера у крви (хипергликемија) или ниског нивоа шећера у крви (хипогликемија).
- Прилагођавању дијете, вежбања и примене инсулина, у складу са упутствима даваоца здравствене заштите.[8]

## Глукометрија глукометром
Самоконтрола концентрације глукозе у крви помоћу глукометра, данас је вероватно највећа предност у контроли шећерне болести након открића инсулина 20-тих година 20. века. Мерење глукозе у крви које је уз помоћ глукометра могуже у било којем тренутку болесниковог живота, помаже превенцији последица врло високих и врло ниских концентрација шећера у крви.

### Принцип рада глукометра
Данашња глукометрија заснива се на примени дигитализованих глукометра који ради на принципу глукозног биосензора уграђеног у дијагностичку тест тракицу глукометра. Биолошки активни слој сензора глукометра садржи ензим глукоза-оксидазу, која се глукозом из узорка периферне крви реагује. Та хемијска реакција уз помоћ трансдуктора претвара се у излазни сигнал, у облику електричне струје разлићитог интензитета између две електроде биосензора.

## Стандардизација глукометара
Глукометри доступни на тржишту морају задовољавати одређене ИСО стандарде који омогућавају правилну кућну самоконтролу глукозе у крви. Такав тренутни стандард у Србији гласи: „да при вредностима глукозе изнад 4,2 mmol/l 95% свих резултата мерења глукометрa не смеju прелазити одступање од +/- 20% у односу на резултат добијен лабораторијским мерењем, односно за вредности испод 4,2 mmol/l одступање не сме прелазити +/- 15% .” То значи да ако је стварна измерена концентрација глукозе у крви 5,0 mmol/l допуштена су одступања од +/- 1 mmol/l, а за концентрацију глукозе од 10 mmol/l дозвољена одступања су од +/- 2 mmol/l.

### Поступак мерења глукометром
Поступак мерења шећера у плазми глукометријом спроводи се у више корака:
- Пре глукометрије испитаник треба да опере руке сапуном и млаком водом, и добро их осуши папирним убрусом
- Испитаник полаже руку на подлогу а надланицом шаке надоле
- Лекар одабира јагодицу прста из које ће узети узорак периферне крви
- Из кутијице са дијагностичким тракоцама узме једна и на њој означеним делом ставља у 0твор глукометра
- Када се зачује звучни сигнал и појави ознака на дисплеју глукометар је спреман за употребу
- Помоћу ланцетара, у који се претходно убаци ланцета (метална иглица) притиском на окидач ланцетара буђи се кожа на изабраном прсту
- Прву капљица крви се обрише
- Узме се глукометар са подлоге, примакне прсту пацијента и врхом траке уише капљица крви.
- Зачује се звучни сигнал кад је капљица усисана а апарат почиње са одбројавањем секунди до коначног мерења.
- Глукометар се положи на подлогу и након 5 - 10 секунди на екрану се јавља резултат
- По завршеном узорковању тупфером вате притисне се јагодица прста како би се зауставилокрварење.
- Ведност гликемије апарат уноси у своју меморију, или је лакар уписује у историју болести или ако мерење врши пацијент сам у дневник самоконтроле узорка (у сатима и данима)
- Потом се тракица вади из глукометра, а ланцета из ланцетара и баца у контејнер за медицински отпад.

## Неинвазивна глукометрија
Неинвазивни мониториннг глукозе нова је технологије за праћење нивоа глукозе у крви, код које није потребна кап крви за очитање ниво глукозе. Неинвазивна технологија заснива се на примени ултразвука и диелектричне спектроскопије.
Ова метода је јако практична јер ослобађа особу са дијабетесом да користи прст као извор капи крви за анализу глукозе у крви. Наиме овај неинвазивни мерач може да обезбеди мерења нивоа глукозе у крви безболно, без узорковања крви или убода прстију, у року од само неколико секунди.
Већина неинвазивним метода у процесу рада користи континуирану методу за праћење нивоа глукозе у крви и тиме нуде бројне предност јер пружају додатне информације у односу на конвенционалне глукометре које користе кап крви из прста, јер мерења врше и у временским периодима када пацијент спава. Такође уређај се може лако прилагодити да истовремено обезбеди континуирано праћење и памћење-меморисање (за одређени временски период) више параметара, нпр. нивоа глукозе и ниво кисеоником у крви, број откуцаја срца итд.